# کلاودیا درنرووا
کلاودیا درنرووا (اسلواکی: Klaudia Dernerová؛ زادهٔ ۲۱ ژوئن ۱۹۷۱) بازیگر و خواننده و برنده جایزه آلفرد رادوک اپرا اهل اسلواکی است.
او در سال ۲۰۰۰ برای ایفای نقش اصلی در نمایشی چکی از اثر دمیتری شوستاکوویچ با عنوان «لیدی مکبث ناحیه متسنسک» که در تئاتر ملی پراگ اجرا شد، جایزهٔ آلفرد رادوک برای بهترین بازیگر زن را دریافت کرد.[۱] همچنین در همان سال در جایزه تالیا برنده بخش بهترین اجرای زن در اپرا برای همین اثر شد.
وی در سال ۲۰۰۱ در مسابقه خواننده جهان بی‌بی‌سی کاردیف شرکت کرد و نخستین شرکت‌کننده از اسلواکی بود که در این رقابت حضور یافت.